# Бурлань
Бурлань, Бурлані (рум. Burlani) — село у повіті Горж в Румунії. Входить до складу комуни Прігорія.
Село розташоване на відстані 201 км на захід від Бухареста, 33 км на схід від Тиргу-Жіу, 80 км на північ від Крайови.

## Населення
За даними перепису населення 2002 року у селі проживали 163 особи, усі — румуни. Усі жителі села рідною мовою назвали румунську.